# Anthony Esmonde
Sir Anthony Charles Esmonde, 15. Baronet of Ballynastragh (* 18. Januar 1899 in Church Stretton, Shropshire, Vereinigtes Königreich von Großbritannien und Irland; † 17. März 1981 im County Wexford, Irland), war ein irischer Politiker der Fine Gael.

## Biografie
Esmonde wurde als jüngster Sohn John Joseph Esmondes in Ashlett House in Church Stretton geboren. Seine Ausbildung fand in Deutschland, am Clongowes Wood College in Clane und am Royal College of Surgeons in Ireland statt. Von 1921 bis 1925 diente er als Chirurg bei der Royal Navy. Anschließend praktizierte er als Landarzt in Nenagh und Gorey.
1943 trat er erstmals als Kandidat bei den Wahlen zum Dáil Éireann für den Wahlkreis Tipperary an, blieb aber erfolglos. Erst 1951, als sein ältester Bruder John Lymbrick Esmonde, nicht mehr zur Wahl antrat, wurde er als Abgeordneter (Teachta Dála) des Unterhauses (Dáil Éireann) im Wahlkreis Wexford gewählt. Diesen Sitz verteidigte er bis 1973.
Vom 13. Januar 1973 bis zum 13. März 1973 war er Mitglied der Oireachtas-Delegation im Europäischen Parlament.

## Familie
Sein ältester Bruder war John Lymbrick Esmonde, der 14. Baronet (von Ballynastragh), sein zweiter Bruder Geoffrey Esmonde fiel im Ersten Weltkrieg. Er selbst war mit Eithne Grattan Esmonde seit 1927 verheiratet, mit der er sechs Kinder hatte. Sein ältester Sohn, John Henry Grattan Esmonde, folgte ihm in den Dáil Éireann 1973 und im Titel des Baronet of Ballynastragh.

## Quelle
- Eintrag auf der Homepage des Oireachtas